# 恒隆电影大世界
恒隆电影大世界位于杭州市萧山区山阴路恒隆广场D座5F，由浙江省电影有限公司投资，总面积2800余平米，共设7个数码立体声影厅，为萧山首家电影大世界。